# シラク (シャラント県)
シラク （Chirac）は、フランス、ヌーヴェル＝アキテーヌ地域圏、シャラント県のコミューン。

## 地理
シラクはシャラント・リムーザン地方に属し、シャバネの北西6.5kmのところにある。町はヴィエンヌ川が大きく蛇行した部分の内側にあり、主要道路から離れている。川の北側にはマノ橋、南側にはエグジドゥイユ橋が架かっている。
町から南東のシャバネ方向には県道59号線を利用する。県道59号線はヴィエンヌ川右岸沿いに北へ向かうとコンフォランへ到達する。
最も近い鉄道駅はエグジドゥイユ駅で、TERポワトゥー＝シャラントのアングレーム方面、リモージュ方面の路線が停車する。
シャラント県の北東部全体はシャラント・リムーザン地方と呼ばれ、町はリムーザン高原の上にある。リムーザン高原は中央高地の西部分にあたり、ヘルシニア造山運動で生じた花崗岩や変成岩で構成されている。

## 人口統計
| 1962年 | 1968年 | 1975年 | 1982年 | 1990年 | 1999年 | 2006年 | 2011年 |
| ------ | ------ | ------ | ------ | ------ | ------ | ------ | ------ |
| 691    | 697    | 692    | 730    | 767    | 732    | 696    | 744    |

参照元:1999年までEHESS、2004年以降INSEE